# Drôme Classic de 2018
A 5.ª edição da clássica ciclista francesa Drôme Classic (Oficialmente La Royal Bernard Drôme Classic de 2018) celebrou-se a 25 de fevereiro de 2018, com início e final na cidade de Livron-sur-Drôme.
A carreira fez parte do UCI Europe Tour de 2018, dentro da categoria UCI 1.1 e foi vencida pelo corredor francês Lilian Calmejane da equipa Direct Énergie. O pódio completaram-no o ciclista equatoriano Jhonatan Narváez do Quick-Step Floors e o ciclista luxemburguês Bob Jungels da equipa Quick-Step Floors.

## Equipas
Tomaram a partida um total de 22 equipas, dos quais 5 foram de categoria UCI WorldTeam, 13 Profissional Continental, 3 Continental e 1 selecção nacional, quem conformaram um pelotão de 147 ciclistas dos quais terminaram 67.
| Equipes WorldTeam (5)- AG2R La Mondiale - Trek-Segafredo - FDJ - Quick-Step Floors - Astana Equipes profissionais Continentais (13)- WB-Aqua Protect-Veranclassic - Direct Énergie - Fortuneo-Samsic - Cofidis, Solutions Crédits - Vital Concept - Aqua Blue Sport - Androni Giocattoli-Sidermec - Delko-Marseille Provence-KTM - Roompot-Nederlandse Loterij - Nippo-Vini Fantini-Europa Ovini - Bardiani CSF - Wanty-Groupe Gobert - Rally Cycling Equipes Continentais (3)- Roubaix Lille Métropole - Saint Michel-Auber 93 - Virtu Cycling Equipe nacional- França U23 |
| |

## Classificação final
Os 10 primeiros classificados foram:
| \| Classificação geral \| Classificação geral \| Classificação geral \| Classificação geral \| Classificação geral \| \| Ciclista \| Ciclista \| Equipe \| Tempo \| \| \| ------------------- \| ------------------- \| ------------------- \| ------------------- \| ------------------- \| \| 1. \| Lilian Calmejane \| Direct Énergie \| 5h16m25s \| \| \| 2. \| Jhonatan Narváez \| Quick-Step Floors \| + 2s \| \| \| 3. \| Bob Jungels \| Quick-Step Floors \| + 11s \| \| \| 4. \| Samuel Dumoulin \| AG2R La Mondiale \| + 1m06s \| \| \| 5. \| Arthur Vichot \| FDJ \| + 1m10s \| \| \| 6. \| Jonathan Hivert \| Direct Énergie \| + 1m10s \| \| \| 7. \| Andrea Pasqualon \| Wanty-Groupe Gobert \| + 1m10s \| \| \| 8. \| Romain Bardet \| AG2R La Mondiale \| + 1m10s \| \| \| 9. \| Pieter Serry \| Quick-Step Floors \| + 1m10s \| \| \| 10. \| Larry Warbasse \| Aqua Blue Sport \| + 1m10s \| \| |                  |                     |          |
| |                  |                     |          |
| Fontes: ProCyclingStats Cycling Quotient |                  |                     |          |
| Classificação geral |                  |                     |          |
| Ciclista | Ciclista         | Equipe              | Tempo    |
| 1. | Lilian Calmejane | Direct Énergie      | 5h16m25s |
| 2. | Jhonatan Narváez | Quick-Step Floors   | + 2s     |
| 3. | Bob Jungels      | Quick-Step Floors   | + 11s    |
| 4. | Samuel Dumoulin  | AG2R La Mondiale    | + 1m06s  |
| 5. | Arthur Vichot    | FDJ                 | + 1m10s  |
| 6. | Jonathan Hivert  | Direct Énergie      | + 1m10s  |
| 7. | Andrea Pasqualon | Wanty-Groupe Gobert | + 1m10s  |
| 8. | Romain Bardet    | AG2R La Mondiale    | + 1m10s  |
| 9. | Pieter Serry     | Quick-Step Floors   | + 1m10s  |
| 10. | Larry Warbasse   | Aqua Blue Sport     | + 1m10s  |

## UCI World Ranking
La Drôme Classic outorga pontos para o UCI Europe Tour de 2018 e o UCI World Ranking, este último para corredores das equipas nas categorias UCI WorldTeam, Profissional Continental e Equipas Continentais. As seguintes tabelas mostram o barómetro de pontuação e os 10 corredores que obtiveram mais pontos:
| Posição   | 1.º | 2.º | 3.º | 4.º | 5.º | 6.º | 7.º | 8.º | 9.º | 10.º | 11.º | 12.º | 13.º-15.º | 16.º-25.ª |
| Pontuação | 125 | 85  | 70  | 60  | 50  | 40  | 35  | 30  | 25  | 20   | 15   | 10   | 5         | 3         |

| 1.º  | Lilian Calmejane  | Direct Énergie      | 125 |
| 2.º  | Jhonatan Narváez  | Quick-Step Floors   | 85  |
| 3.º  | Bob Jungels       | Quick-Step Floors   | 70  |
| 4.º  | Samuel Dumoulin   | AG2R La Mondiale    | 60  |
| 5.º  | Arthur Vichot     | FDJ                 | 50  |
| 6.º  | Jonathan Hivert   | Direct Énergie      | 40  |
| 7.º  | Andrea Pasqualon  | Wanty-Groupe Gobert | 35  |
| 8.º  | Romain Bardet     | AG2R La Mondiale    | 30  |
| 9.º  | Pieter Serry      | Quick-Step Floors   | 25  |
| 10.º | Lawrence Warbasse | Aqua Blue Sport     | 20  |